# Ángel Morales
Ángel Morales (Avellaneda, 14 de abril de 1975) é um futebolista argentino que atua como meio-campista. Atualmente, defende o Nacional, do Uruguai.

## Carreira

### Na Argentina
Ángel Morales começou sua carreira profissional no Club Atlético Independiente de Avellaneda, de sua cidade natal, onde atuou com regularidade na temporada 1994/95, quando seu time foi campeão do Campeonato Argentino e da Supercopa Libertadores. Após conquistar a torcida do Diablo Rojo, Morales se transferiu para o Platense em 1995. Sem espaço garantido na equipe, o meia voltou para o clube que o revelou no ano seguinte, em 1996, e desta vez, sem levantar nenhum troféu.

### Curta passagem pela Europa
Em 1997, após mais uma vez defender as cores do Independiente, Ángel Morales foi contratado pelos italianos da Sampdoria, da cidade de Gênova. Ofuscado pelo compatriota Verón, Morales não conseguiu desempenhar seu futebol e atuou em poucas partidas (apenas 9) durante sua permanência na Itália.
No ano posterior, em 1998, foi a vez do argentino ir para a Espanha atuar pelo modesto Mérida, da Terceira Divisão Espanhola, porém mais uma vez sem grande sucesso.

### Retorno a Avellaneda
Na temporada de 1999, após frustrada passagem pelo velho continente, Ángel acertou sua transferência para o Racing, arqui rival do clube que o revelou havia poucos anos, sendo um dos poucos jogadores a ter defendido os dois clubes. Por receber diversas oportunidades, o jogador obteve boas atuações devido à continuidade com que atuava, fez uma boa temporada, marcando 7 gols e dando assistências ao longo do torneio, conseguindo visibilidade novamente.

### Sucesso no México
Após boas exibições e mantendo a regularidade, Ángel assinou com o Cruz Azul do México, clube o qual defendeu por quase 3 temporadas.
Apesar da excelente atuação no futebol mexicano, o meia argentino não obteve êxito na conquista de títulos nacionais. O destaque em toda sua atuação pelo clube foi o Vice-campeonato da Copa Libertadores da América em 2001, quando o Boca Juniors foi campeão pela quarta vez entre todas as seis conquistas até então. Ángel Morales ajudou a equipe em diversos momentos durante o torneio, ajudando-a a passar em primeiro lugar no Grupo 7, com 13 pontos, 5 pontos a mais que o segundo colocado São Caetano. Na ocasião, o Cruz Azul eliminou o Cerro Porteño, o River Plate e o Rosário Central até ser derrotado na disputa por pênaltis pelos xeneizes. Disputando mais de 100 partidas pela equipe ao longo de sua estadia, Morales marcou 33 gols.
Em 2002, o meia transferiu-se para o Veracruz, clube da cidade homonima, onde jogou por duas temporadas, alcançando 73 partidas e anotando 17 gols. O meia ainda viria a jogar pelo Dorados de Sinaloa em 2006, onde teria a oportunidade de atuar ao lado de Josep Guardiola, atual técnico do Barcelona.

### Retorno à Argentina e novo começo no Uruguai
Depois de novamente jogar pelo Racing, Morales ainda defendeu o Banfield e o Olimpo, da Segunda Divisão, onde chamou a atenção do Nacional, que o contratou em 2008. Ángel estreou em 13 de setembro entrando na metade do segundo tempo, na vitória por 2x0 sobre o Tacuarembó. O Nacional foi o décimo time da carreira do experiente argentino.